# Nadia Fezzani
Nadia Fezzani (arab. نادية فزاني) – libijska pływaczka, olimpijka.
Wystąpiła na Letnich Igrzyskach Olimpijskich 1980 w dwóch konkurencjach – w rywalizacji na 100 m stylem dowolnym i 100 m stylem motylkowym. Z wynikiem 1:09,28 zajęła ostatnie miejsce w swoim wyścigu eliminacyjnym w pierwszej z tych konkurencji, uzyskując przedostatni, 28. rezultat eliminacji (gorszy czas miała Wietnamka Chung Thị Thanh Lan). W stylu motylkowym uzyskała ostatni, 24. rezultat (1:12,94).
Fezzani jest pierwszą kobietą z Libii, która pojawiła się na starcie olimpijskich zawodów.